# Gonactiniidae
Gonactiniidae Carlgren, 1893, anche conosciuta come Protantheae , è una famiglia di celenterati antozoi nella superfamiglia Metridioidea dell'ordine Actiniaria.

## Descrizione
Le Gonactiniidae hanno l'estremità prossimale appiattita, simile a un disco, colonna della stessa struttura dei tentacoli con spirocisti e uno strato muscolare longitudinale più o meno fortemente sviluppato. Nessuno sfintere distinto. Tentacoli non retrattili. Muscoli longitudinali di tentacoli e muscoli radiali del disco orale ectodermici. Faringe con muscoli longitudinali e spesso con spirocisti, con deboli sifonoglifi. Mesenteri tipicamente disposti in cicli, ogni coppia, tranne le direttive, con i muscoli longitudinali uno di fronte all'altro. Otto mesenteri, le due coppie di direttive e su ogni lato due mesenteri singoli. A causa della riproduzione asessuata alcuni altri mesenteri potrebbero essere perfetti. Le gonadi di solito sono situate su tutti i mesenteri perfetti. Mancano tratti ciliati dei filamenti. Cnidomi: spirocisti, atriche, basitriche, p-mastigofori microbasici, amastigofori microbasici.
Le specie appartenenti alla famiglia sono state trovate nei mari dalla Scandinavia e Scozia fino al Mediterraneo a profondità fra i 5 e 100 m.

## Tassonomia
Secondo il World Register of Marine Species (WORMS), la famiglia è composta da due generi:
- Gonactinia  Sars, 1851
- Protanthea  Carlgren, 1891